# 尼爾森灣
70°42′S 165°50′E / 70.700°S 165.833°E
尼爾森灣是南極洲的海灣，位於維多利亞地北岸，寬3.7公里，以澳大利亞探險船的船長命名，該海灣現時由南極條約體系管理。
1. ↑  Alberts, Fred G.，已编辑（1995 年），《南极地理名称》（Geographic Names of the Antactic） （页面存档备份，存于）（PDF）（第 2 版），美国地理名称委员会，检索日期：2024 年 3 月 6 日 本文包含来自美国地理名称委员会网站或文件的公共领域资料。